# Blues Incorporated
Blues Incorporated was een in 1961 door Alexis Korner en Cyril Davies in Londen opgerichte Britse bluesband uit de jaren 1960.

## Bezetting
Oprichters
- Alexis Korner (zang, gitaar)
- Cyril Davies (zang, mondharmonica, tot 1963)
- Keith Scott (piano, tot 1964)
- Andy Hoogenboom (contrabas, tot 1964)
- Charlie Watts (drums, tot 1962)
- Long John Baldry (zang, tot 1963)

Laatste bezetting
- Alexis Korner (zang, gitaar)
- Ray Warleigh (altsaxofoon, fluit)
- Steve Miller (piano)
- Danny Thompson (contrabas)
- Terry Cox (drums)

Voormalige leden
- Ginger Baker (drums)
- Jack Bruce (contrabas)
- Spike Heatley (basgitaar)
- Graham Bond (saxofoon, orgel)
- John McLaughlin (gitaar)
- Dick Heckstall-Smith (tenorsaxofoon)
- Graham Burbidge (drums)
- Dave Castle (altsaxofoon)
- Malcom Saul (orgel)
- Vernon Brown (basgitaar)
- Mike Scott (drums, contrabas)

- Art Themen (altsaxofoon, tenorsaxofoon)
- Ron Edgeworth (orgel)
- Barry Houghton (drums)
- Johnny Parker (piano)
- Phil Seamen (drums)
- Duffy Power (zang, mondharmonica)
- Alan Skidmore (tenorsaxofoon)
- Chris Pyne (trombone)
- Mick Pyne (tenorsaxofoon)
- Mick Jagger (zang)

Gastmuzikanten
- Colin Bowden (drums)
- Art Wood (zang)
- Herbie Goins (zang)
- Eric Clapton (gitaar)
- Brian Jones (gitaar)
- Keith Richards (gitaar)
- Eric Burdon (zang)
- Paul Jones (zang, mondharmonica)
- Brian Smith (tenorsaxofoon)
- John Surman (baritonsaxofoon)
- Dave Holland (contrabas)

## Geschiedenis
De bluesfans Korner en Davies hadden vroeger al samengewerkt en hun eigen muzieklokaal London Blues en Barrelhouse Club geopend. Aanvankelijk speelde de band in de Ealing Rhythm & Blues Club, die zich bevond in een kelderverdieping van een theezaak, direct aan het Londense metrostation Ealing Broadway. Vanaf mei 1962 trad de band regelmatig op in de Marquee Club, de eerste keer voor 127 gasten. Maar na vier maanden werden daar op iedere blues-donderdag meer dan duizend bezoekers geteld. Het in juni 1962 opgenomen en in november uitgebrachte debuutalbum van Blues Incorporated draagt weliswaar de titel R&B from the Marquee, maar werd wel opgenomen in de Decca-studio's in het Londense stadsdeel West Hampstead.
Toen Korner de hammondorgelspeler en saxofonist Graham Bond bij de band haalde, verliet Davies de band. Blues Incorporated had aanvankelijk naast eigen composities klassieke bluesnummers van Muddy Waters, Jimmy Witherspoon, Leroy Carr, Ma Rainey en Willie Dixon in het repertoire, maar nam later ook nummers van Ray Charles, W.C. Handy, Charles Mingus en Herbie Hancock op. Stilistisch geplaatst tussen jazz, rockmuziek en rhythm-and-blues, werd Blues Incorporated een broedplaats voor muzikantencarrières in het bereik rock- en jazzmuziek. In het bijzonder in de beginjaren wisselde de bezetting voortdurend. Dit werd daardoor begunstigd, dat de band zich concentreerde op liveoptredens en een kring muzikanten rondom de band uitnodigde voor sessies. De laatste bezettingen met de later naar de folkjazz-band Pentangle wisselende ritmegroep van Danny Thompson en Terry Cox waren anderzijds vrij constant.
In 1967 ontbond Korner de band, maar trad in augustus 1968 nog een keer onder deze naam op voor de BBC.

## Discografie

### Singles
- 1962: Up Town / Blaydon Races
- 1963: I Need Your Loving / Please, Please, Please
- 1964: Little Baby / Roberta
- 1965: See See Rider / Blues à la King
- 1966: River's Invitation / Everyday I Have the Blues

### Albums
- 1962 R&B from the Marquee
- 1964 At the Cavern
- 1964 Red Hot from Alex
- 1965 Alexis Korner’s Blues Incorporated
- 1966 Sky High
- 1967 I Wonder Who
- 1972 Bootleg Him! (compilatie)